# 圣塞巴斯蒂安德莫尔桑
圣塞巴斯蒂安-德莫尔桑（法語：Saint-Sébastien-de-Morsent，法語發音：[sɛ̃ sebastjɛ̃ də mɔʁsɑ̃]）是法国厄尔省的一个市镇，位于该省中部，属于埃夫勒区。

## 地理
圣塞巴斯蒂安-德莫尔桑（49°0'31"N, 1°5'22"E）面积10.02 平方千米，位于法国诺曼底大区厄尔省，该省份为法国北部内陆省份，北起滨海塞纳省，西接奧恩省和卡爾瓦多斯省，南至厄尔-卢瓦省，东临瓦兹省、瓦兹河谷省和伊夫林省。
与圣塞巴斯蒂安-德莫尔桑接壤的市镇（或旧市镇、城区）包括：科热、帕维尔、埃夫勒、伊通河畔阿尼耶尔、伊通河畔欧奈、伊通河畔拉博讷维尔。
圣塞巴斯蒂安-德莫尔桑的时区为UTC+01:00、UTC+02:00（夏令时）。

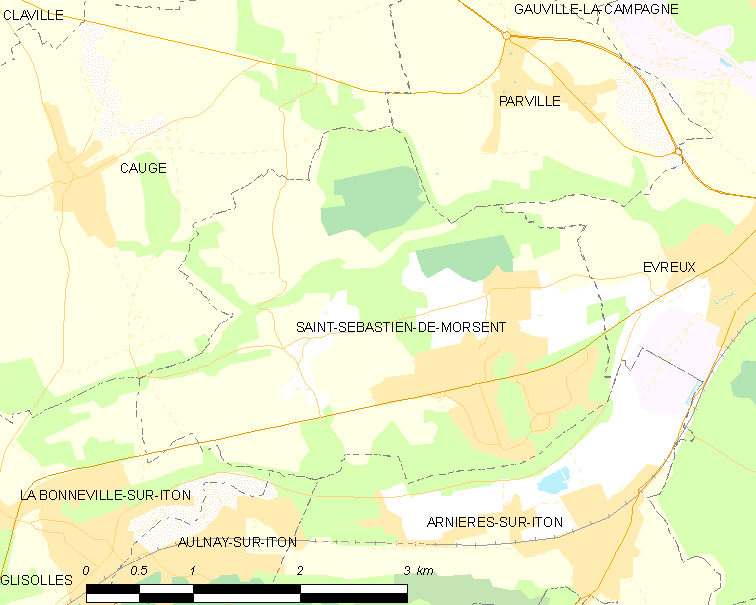
圣塞巴斯蒂安-德莫尔桑的OSM定位图

## 行政
圣塞巴斯蒂安-德莫尔桑的邮政编码为27180，INSEE市镇编码为27602。

## 政治
圣塞巴斯蒂安-德莫尔桑所属的省级选区为埃夫勒第一县。

## 人口
圣塞巴斯蒂安-德莫尔桑于2022年1月1日时的人口数量为5508人。

1962-2008年间圣塞巴斯蒂安-德莫尔桑人口变化图示